# Жан-Батист Таверние
Жан-Батист Таверние (на френски: Jean-Baptiste Tavernier) (1605, Париж – 1689, Москва, Русия) френски търговец на диаманти, извършил пет пътешествия по Индия и изминал над 240 хил. км.

## Биография
Роден в търговско семейство на протестанти, преселници от Антверпен. Още до 16-годишна възраст обхожда заедно с баща си с търговска цел съседните на Франция страни. След като навършва пълнолетие постъпва на военна служба при имперския наместник на Унгария и участва в няколко сражения с турците. По-късно се прехвърля на служба при херцозите на Мантуа от рода Гонзага.
През 1630 решава да посети Изтока и в компанията на трима мисионери отплава за Истамбул, след това посещава Ерзурум, Баку и Исфахан. От там през Багдад и Халеб се завръща в Париж през 1633.
През септември 1638 Таверние отново се отправя на изток. Достига до Персия и от там през 1640 – 1641 през Северна Индия се добира до делтата на Ганг, от където по Ганг и Джамна се изкачва до град Агра и след това тръгва на югозапад и достига до Камбейския залив. По време на престоя си Агра посещава двореца на Шах Джахан и знаменитите диамантени находища в Голконда. Там той закупува от местните князе няколко диаманти и брилянти, които впоследствие продава в Европа на баснословни цени. Именно той донася в Европа знаменития френски син брилянт.
През 1645 – 1649 предприема ново пътуване във вътрешността на Индия. От Камбейския залив достига до Хайдарабад и през горното течение на Кришна излиза на западния бряг на Индия на 16º с.ш. и от там се завръща в Европа.
В периода от 1651 до 1668 извършва още две пътешествия в Южна Индия 1651 – 1655 и 1657 – 1662, а през 1664 – 1668 извършва кръгов маршрут от Камбейския залив през Делхи до делтата на Ганг. По време на второто си пътешествие (1657 – 1662) достига до бреговете на остров Ява, а в Европа се връща по море, като заобикаля нос Добра Надежда. По време на тези му пътувания главни негови търговски партньори са холандците.
По време на всичките си пътувания Таверние определя разстоянията в крачки. Като внимателен и точен наблюдател, за разлика от голяма част от търговците по това време, той нанася ежедневно в своя дневник географските характеристики на посетените райони, градове, планини и реки в Индия. Прекупваческата му дейност на скъпоценни камъни е особено доходна и неслучайно в продължение на 250 години – от средата на ХVІІ до края на ХІХ век – за оценка на стойността на скъпоценните камъни специалистите ползват правилата написани от Таверние. След окончателното си връщане в Европа започва да се занимава с ювелирна дейност, купува си дворянска титла – барон и започва да пише мемоари, които са публикувани през 1676 в Париж под заглавието: „Les Six Voyages de Jean Baptiste Tavernier, écuyer baron d'Aubonne, qu'il a fait en Turquie, en Perse, et aux Indes, pendant l'espace de quarante ans, & par toutes les routes que l'on peut tenir: accompagnez d'observations particulieres sur la qualité, la religion, le gouvernement, les coutumes & le commerce de chaque païs; avec les figures, le poids, & la valeur de monnoyes qui y ont court, Gervais Clouzier“, Paris, 1676. (в превод „Шест пътешествия на Жан-Батист Таверние...“).
В края на живота си, на 83-годишна възраст, по причини, които предизвикват спорове у историците, Таверние тръгва от Париж за Копенхаген, а от там през Русия за Персия, но умира в Москва, където е погребан.